# 胡杰 (导演)
胡杰（1958年—），中国导演。

## 生平
出生於山東省濟南市，1986年畢業于上海空軍政治學院，1988年入解放軍藝術學院油畫班進修兩年。從軍15年。中國導演，紀錄片拍攝者。1995年拍攝第一部紀錄片《圓明園的畫家生活》。1999年辭去公職，成為紀錄片工作者。胡杰目前居住在南京。胡杰作品集 （页面存档备份，存于）

## 作品
主要作品有：《遠山》、《遷徙》、《媒婆》、《在海邊》、《我虽死去》、《平原上的山歌》、《尋找林昭的靈魂》、《星火》、《麦地冲的歌声》星火 （页面存档备份，存于）等。